# Axinella polycapella
Axinella polycapella är en svampdjursart som beskrevs av de Laubenfels 1953. Axinella polycapella ingår i släktet Axinella och familjen Axinellidae. Inga underarter finns listade i Catalogue of Life.